# Heimkehrer-Dankeskirche

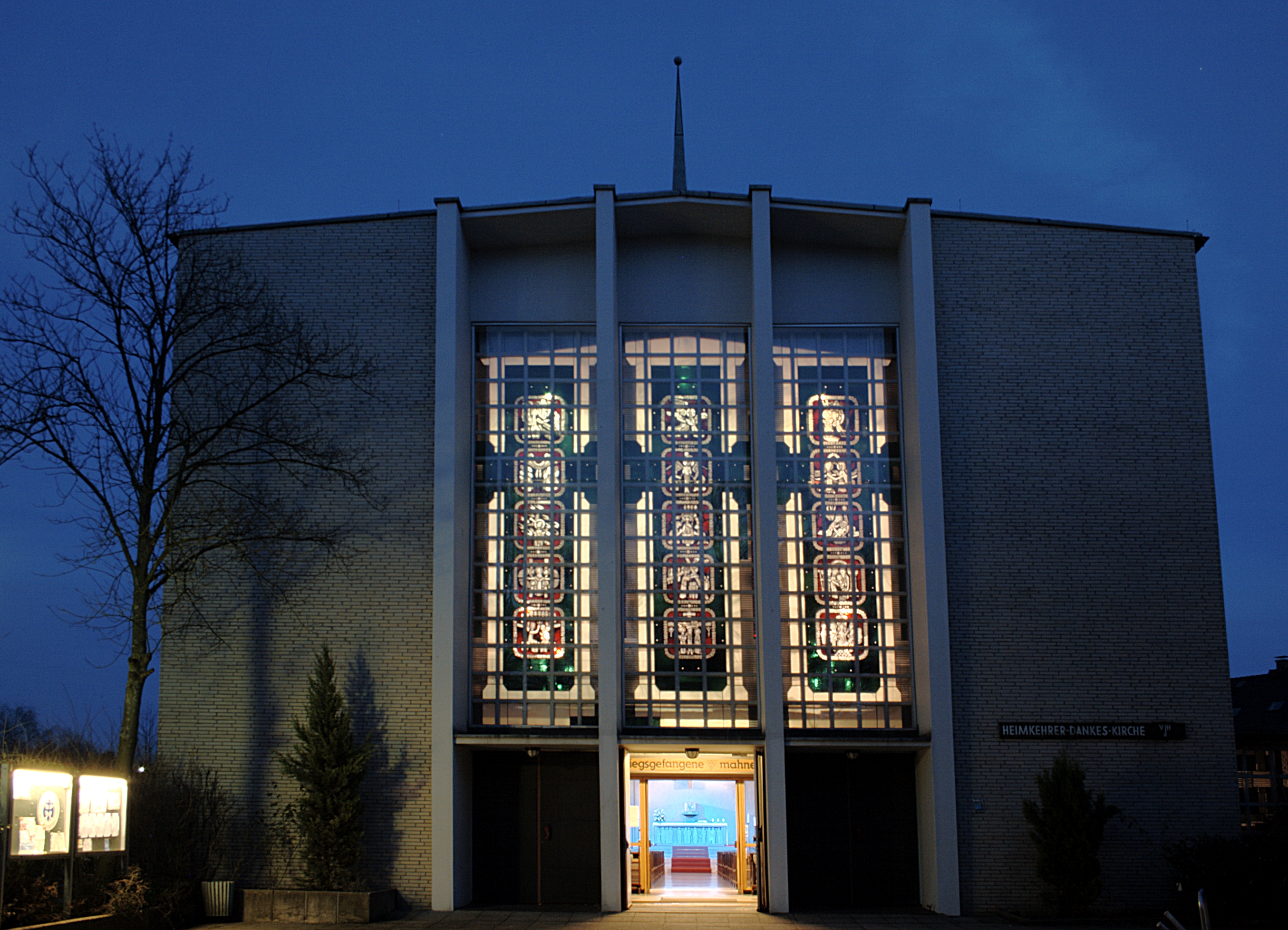
Hauptportal der Heimkehrer-Dankeskirche am Abend, 2011

Die Heimkehrer-Dankeskirche ist eine römisch-katholische Kirche im Bochumer Stadtteil Weitmar sowie ein Mahnmal für Frieden und Aussöhnung unter den Völkern. Sie ist der Heiligen Familie geweiht. Im Kulturhauptstadtjahr Ruhr war die Kirche 2010 eine von 52 sogenannten „spirituellen Kulturtankstellen“ im Bistum Essen. Der Sakralbau ist in seiner Gesamtkonzeption einzigartig in Deutschland, steht seit 2005 unter Denkmalschutz und zählt zu den Erinnerungsorten von nationalem Rang.

## Geschichte

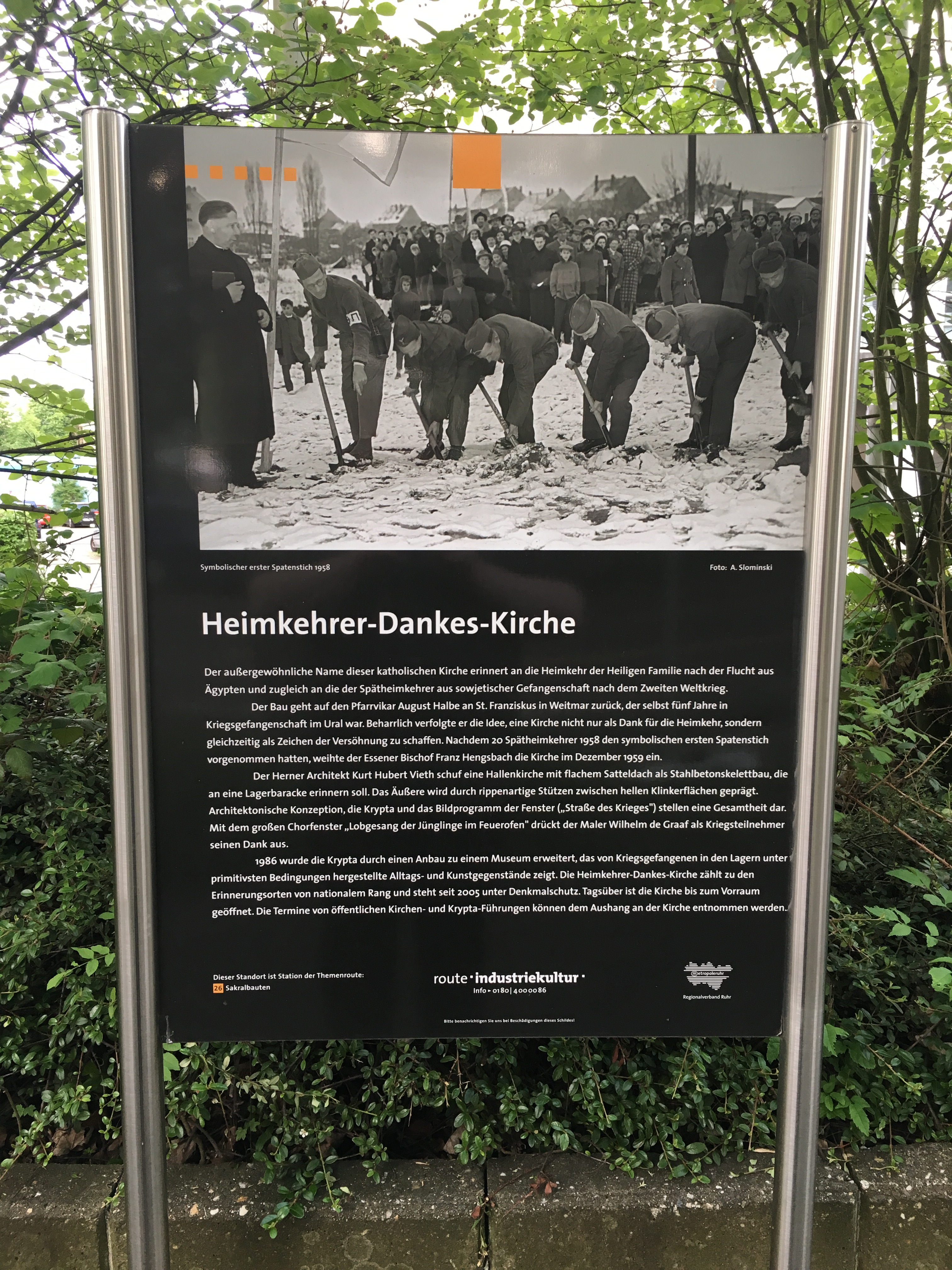
Die Themenrouten-Tafel der Route Industriekultur an der Heimkehrer-Dankeskirche, 2016

Vikar August Halbe, fünf Jahre kriegsgefangener Priester im Ural, ergriff aus Dank für die Rettung aus der Lagerhaft die entscheidende Initiative zur Errichtung der Kirche. Unterstützung erhielt er dabei vom Pfarrer der Pfarrei St. Franziskus Bochum-Weitmar, Adolf Ostendorf. Der Plan zum Bau der Dankeskirche wurde 1955 der Öffentlichkeit vorgestellt. Unterstützt durch den 1956 gegründeten Kirchbauverein konnten zwei Jahre später 20 Heimkehrer den ersten Spatenstich vollziehen. Am 12. Dezember 1959 weihte der Bischof von Essen, Franz Hengsbach, die Kirche. Sie trägt den Namen „Heilige Familie“ und erinnert an die Heimkehr der Familie Jesu aus Ägypten. 
Von 1960 bis 2009 versammelten sich mehrere tausend ehemalige Kriegsheimkehrer aus ganz Deutschland am Sonntag nach Pfingsten (Dreifaltigkeitssonntag) hier zu ihrem „Heimkehrer-Danktag“. 
Seit dem 30. März 2005 steht das Gotteshaus unter Denkmalschutz.
Im Jahr 2009 konnte die Kirche ihren 50. Weihetag feiern. In einem Grußwort des Apostolischen Nuntius in Deutschland schrieb Nuntius Erzbischof Jean-Claude Périsset der Gemeinde: „Mit dem Dank an Gott, der in der ‚Heimkehrer-Dankeskirche‘ seinen Ausdruck findet, verbindet sich […] das dankbare Gedenken an Pfarrer August Halbe und alle, die seinerzeit zur Umsetzung des Projektes beigetragen haben, aber auch an die, die sich dem Vermächtnis verpflichtet wissen, das mit dieser Kirche verbunden ist.“
Seit 2009 ist sie Filialkirche der Gemeinde St. Franziskus in Bochum-Weitmar im Bistum Essen.
Am 2. Juni 2012 besuchte Erzbischof Jean-Claude Périsset, Apostolischer Nuntius in Deutschland, während eines Besuches in Bochum auch die Heimkehrer-Dankeskirche.

## Architektur und Innenausstattung der Kirche
Der Architekt war Kurt Hubert Vieth, welcher vormals am Wiederaufbau von Bochum mitwirkte, bevor er 1950 Leiter des Planungsamtes in Herne wurde. Die hohe und weite Halle auf einem Stahlbetonskelett ist mit einem flachen Satteldach gedeckt. Die dreiteilige Fassade bildet zwar einen dreischiffigen Raum ab, der Innenraum besteht aber nur aus einer hohen Halle, der ein kurzes, siebenjochiges, mit Pfeilern gestütztes Seitenschiff angegliedert ist. Die beiden ungegliederten Seitenteile der Fassade flankieren den durch kräftige, schlanke Betonstützen gegliederten Mitteltrakt, in dem sich über drei Portalen drei hochrechteckige, durch quadratische Sprossengliederung ornamental wirkende Fenster öffnen. 
Der helle schlichte Innenraum wird außerdem beleuchtet durch den hoch liegenden Fries farbiger Fenster an den beiden Längsseiten der Kirche und ein weiteres Glasfenster in Chorhöhe, das die gesamte Höhe des Raumes und fast ein Viertel seiner Länge einnimmt. Die Ikonographie der Fenster variiert das Thema Krieg und Gefangenschaft. Die Kriegerstraße zeigt, stilisiert, Erinnerungen an den Seekrieg, brennende Häuser, symbolisch eine Sense, Auswirkungen einer Bombe, Feuer, Flieger und Kanonenrohre.
Mit dem großen Chorfenster „Lobgesang der Jünglinge im Feuerofen“ hat der Maler Wilhelm de Graaf als Kriegsteilnehmer seinen Dank ausgedrückt. Im Magdalenenfenster am Nebenaltar wird die Abkehr vom Bösen und die Hinwendung zu Gott als Weg zum Heil in blauen Farbtönen ausgedrückt.
Der Kirchbau soll architektonisch an eine Lagerbaracke erinnern. Die Kirche ist ein Erinnerungsort, wo die historische und religiöse Erinnerung von Kriegsteilnehmern ihren Ausdruck gefunden hat. Die architektonische Konzeption, die Krypta und das Bildprogramm der Fenster („Straße des Krieges“) stellen eine Gesamtheit dar.

## Gedenkstätte mit integriertem Museum in der Krypta

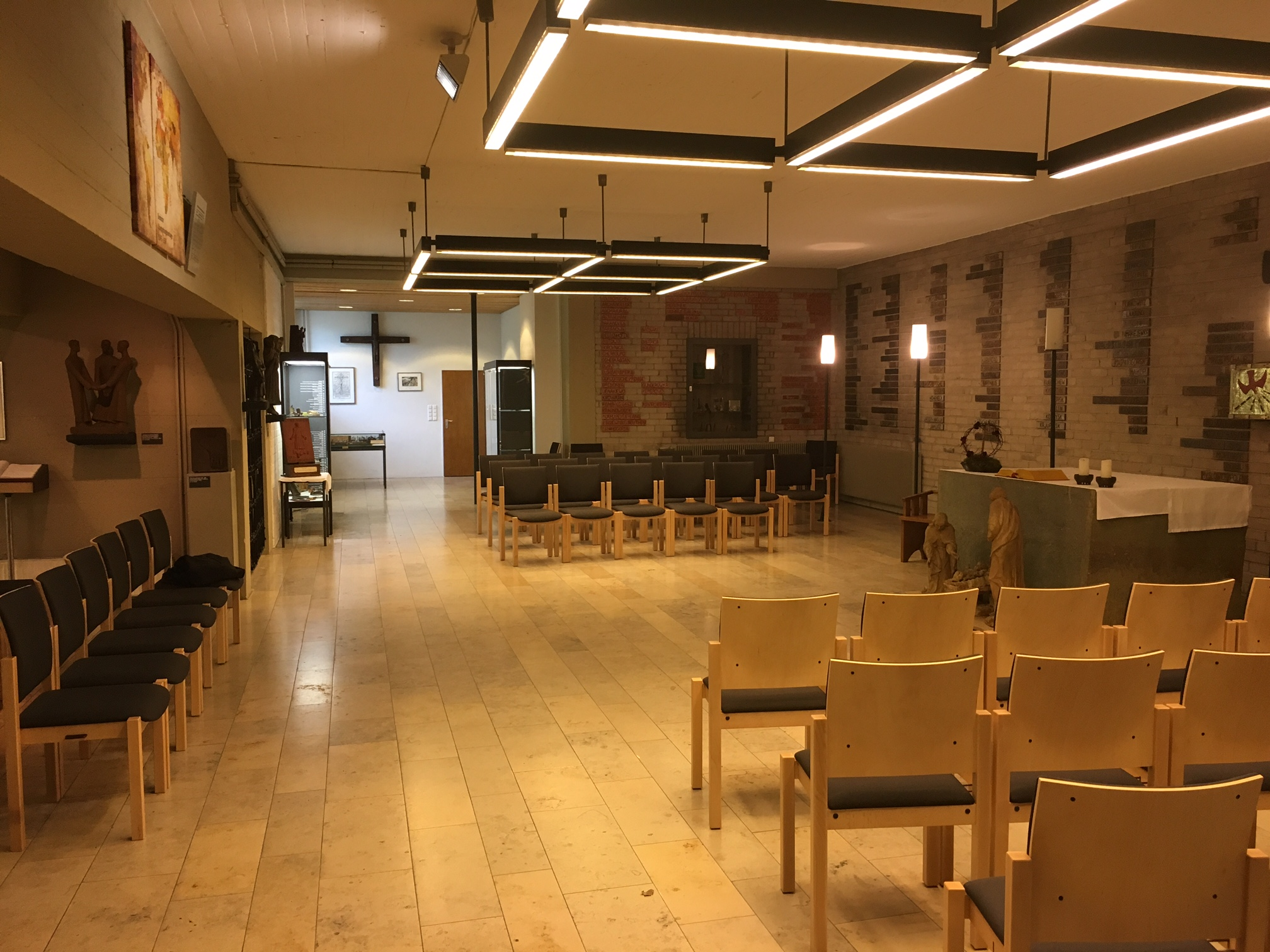
Die Gedenkstätte mit dem integrierten Museum in der Krypta der Heimkehrer-Dankeskirche, 2017

In der Krypta der Kirche befindet sich eine Gedenkstätte mit einem integrierten Museum. Es zeigt zahlreiche Gegenstände, die in den Lagern entstanden sind. Hinzu kommen eindrucksvolle Gemälde und Zeichnungen aus dem Alltagsleben der Lagerinsassen sowie eine Reproduktion der so genannten Stalingradmadonna. 1967 wurden Tafeln mit den Namen zahlreicher Kriegsgefangenenlager in Ost und West an den Wänden der Krypta angebracht.
Die Heimkehrer-Gedenkstätte mit dem integrierten Museum in der Krypta der Heimkehrer-Dankeskirche wurde in den Jahren 2016/2017 unter wissenschaftlicher Begleitung von Angelika Böttcher, Kunsthistorikerin, Duisburg, umfassend neu konzipiert und umgestaltet. Nach dieser umfangreichen Renovierungsmaßnahmen wurde die Krypta am 12. März 2017 feierlich wiedereröffnet und durch Bischof Clemens Pickel aus dem Bistum St. Clemens in Saratow (Russland) gesegnet.
Die Gedenktafel die nach der Neugestaltung der Gedenkstätte und des Museums in der Krypta 2016/2017 an der Eingangstür befestigt wurde, segnete Papst Franziskus am 9. November 2016 im Rahmen einer Generalaudienz auf dem Petersplatz in Rom persönlich.

## Abbé-Franz-Stock-Gedenkstätte

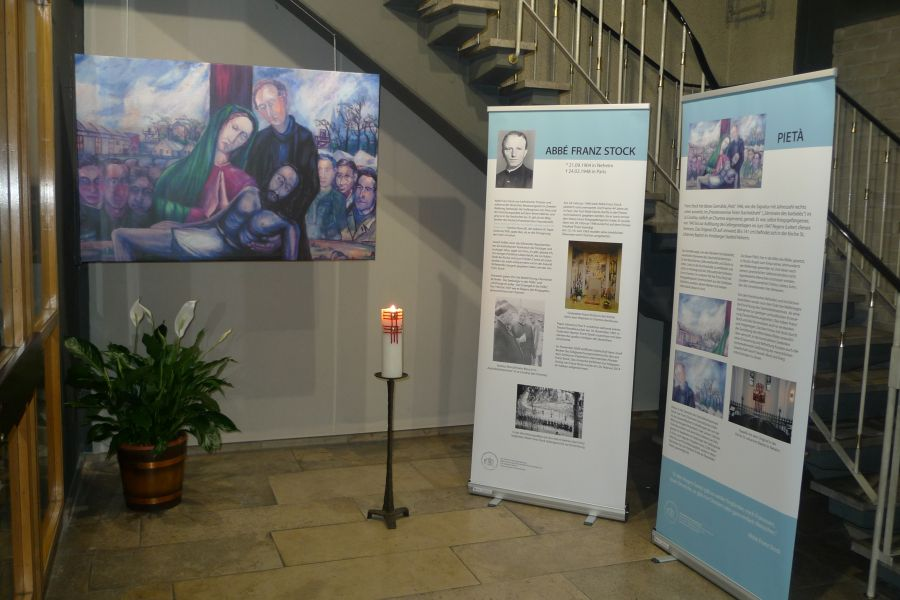
Die Abbé-Franz-Stock-Gedenkstätte in der Heimkehrer-Dankeskirche, 2016

Am 21. Februar 2016 weihte Domkapitular Rüdiger Althaus (Paderborn), Erzbischöflicher Delegat im Seligsprechungsverfahren für Abbé Franz Stock, in der Kirche eine Gedenkstätte ein, die dauerhaft dort an das Leben und Wirken des Glaubenszeugen Franz Stock erinnern soll.
Im Frühjahr 2015 wurde in der Kirche die Wanderausstellung „Frieden als Auftrag“ über das Leben und Wirken von Abbé Franz Stock mit einem umfangreichen Begleitprogramm und zahlreichen Referenten präsentiert.

## Pfarrer
- Pfarrer August Halbe
- Pfarrer Helmut Martin Jägersberg
- Pfarrer Theo Schwens
- Pfarrer Norbert Humberg
- Pfarrer Thomas Köster[11]